# Prolasius convexus
Prolasius convexus é uma espécie de formiga do gênero Prolasius, pertencente à subfamília Formicinae.